# Richtersveld
Richtersvelds nationalpark, sedan 2007 världsarv under namnet Botaniska kulturlandskapet Richtersveld, ligger i Norra Kapprovinsen i Sydafrika. Det är ett bergigt ökenlandskap som karaktäriseras av kanjoner, höga berg och dramatiska landskap. Parken är full av olika vyer med allt från vida sandslätter till rakbladsvassa berg av vulkaniska bergarter och växtligheten i Oranjefloden, ett vattendrag som utgör gräns mot Namibia.
Parken instiftades 1991 efter 18 års förhandlingar mellan National Park Board och den lokala folkgruppen Nama som ännu bor och verkar i området med sina betande boskapsdjur.
Med sitt läge i Namaqualand i norra Sydafrika utgör denna torra plats ett hårt landskap där det råder stor brist på vatten och endast de härdigaste livsformerna överlever.
Richtersveld är en favorit bland naturresenärer till Sydafrika, och landskapet beskrivs ibland som "marsianskt". Trots att det verkar kalt och utarmat vid första anblicken, avslöjar närmare undersökningar att området är rikt på ökenvarelser, med ett antal unika arter särskilt anpassade för överlevnad.

## Klimat
Klimatet här är hårt, temperaturer ända upp till 53 °C har uppmätts. Regn är mycket ovanligt. Nätterna är svala och ger mängder av dagg. Detta unika klimat har skapat det unika ekosystemet.

### Malmokkies
Då bristen på vatten är så stor, är livet i Richtersveld beroende av fukt från den tidiga morgondimman. Lokalt kallas detta ihuries eller malmokkies och är det som gör det möjligt för olika små reptiler, fåglar och däggdjur att överleva.

## Djurlivet
Parken erbjuder utmärkta fågelskådningsmöjligheter och hyser en mängd olika djur, exempelvis grå råbocksantilop, dykarantilop, stenantilop, klippspringare, kudu, Hartmans bergzebra, babian, grön markatta, ökenlo och leopard.

## Växtlighet
I Richtersveld finns inte mindre än 650 olika växtarter, parken hyser världens största variation av suckulenter och representerar ett förstklassigt exempel på ett av världens mest intressanta mega-ekosystem, Karoo.

### Annorlunda vegetation
Området har också ett antal ovanliga plantor, av vilka många bara kan hittas på denna plats. Den främsta bland dessa är "Halfmensboom" (Pachypodium namaquanum Welw.). Bokstavligen översatt betyder namnet "halv-människoträdet" och namnet kommer från att trädet liknar människokroppen; dess topp består av en grupp tjocka, skrynkliga löv, vilka nästan ser ut som ett mänskligt huvud. Träden anses av namafolket vara förkroppsligandet av deras förfäder, till hälften mänskliga och till hälften växter, som sörjer sitt uråldriga namibiska hem.

## Folket i området
Området bebos av en liten grupp människor som tillhör namafolket. De sköter parken i samarbete med den sydafrikanska nationalparksmyndigheten. Bara ett begränsat antal mindre grupper tillåts vara i parken för att skydda det känsliga ekosystemet.